# Colibri du Pirré
Goldmania bella
Espèce
Statut de conservation UICN

 NT  : Quasi menacé
Statut CITES
Le Colibri du Pirré (Goldmania bella, anciennement Goethalsia bella) est une espèce de colibris de la sous-famille des Trochilinae.

## Répartition
Le Colibri du Pirré occupe une aire très restreinte chevauchant le Panama et la Colombie.

Carte de répartition de l'espèce

## Référence
(en) « Neotropical Birds Online », Cornell Lab of Ornithology, 28 juin 2011